# Барретт, Несса
Джане́са Дже́йда Ба́рретт (англ. Janesa Jaida Barrett, род. 6 августа 2002, Гэллоуэй, Нью-Джерси, США), более известная как Несса Барретт (англ. Nessa Barrett) — американская певица и автор песен пуэрто-риканского происхождения. Барретт стала известна благодаря приложению для обмена видео TikTok в 2019 году и начала свою музыкальную карьеру в середине 2020 года с выпуска своего дебютного сингла «Pain».
Барретт выпустила дебютный EP Pretty Poison 10 сентября 2021 года. Её песня «I Hope Ur Miserable Until Ur Dead» в августе 2021 года вошла в американский Billboard Hot 100 под номером 88, став её первой записью в чарте.

## Биография
Барретт выросла в городе Гэллоуэй, штат Нью-Джерси. Она рассказала, что интересовалась музыкой и писательством, «с тех пор как научилась ходить и говорить». Артистами, повлиявшими на её звучание и музыкальную эстетику, она называет таких, как Arctic Monkeys, Лана Дель Рей, Мелани Мартинес и The Neighbourhood.
В 2019 году Барретт зарегистрировалась в TikTok, на май 8 года у неё набралось более 16,5 миллионов подписчиков и более 197,8 миллионов лайков на платформе. Несмотря на трудности, с которыми она столкнулась как инфлюэнсер, она объясняет, что «очень увлечена тем, чтобы быть подлинной и оставаться верной себе в цифровой сфере».
Барретт начала свою музыкальную карьеру в июле 2020 года, выпустив сингл «Pain», основанный на фортепианной балладе. Дебютный сингл Барретт был выпущен вскоре после подписания контракта с Warner Records, лейбл связался с ней и в конечном итоге подписал контракт после того, как обнаружил клипы с её пением в TikTok. Барретт продолжила свою музыкальную карьеру, намереваясь воплотить «тёмную атмосферу панк-рока», в октябре 2020 года выпустив свой второй сингл «If U Love Me». Вскоре после этого, в декабре 2020 года, Барретт выпустила песню с мрачной интерпретацией «Santa Baby».
В феврале 2021 года Барретт совместно с Jxdn выпустила трек «La Di Die», спродюсированный Трэвисом Баркером. Барретт и её соавтор Jxdn вместе с Баркером впервые исполнили сингл вживую в эпизоде «Джимми Киммел в прямом эфире» от 7 апреля 2021 года и снова исполнили песню на шоу Эллен Дедженерес 12 апреля 2021 года.
25 июня 2021 года Несса выпустила «Counting Crimes», песню, по словам Барретт, «о том, чтобы „уйти от чего-то токсичного с придающей силы плохой сучьей энергией“. Признание того, что вы совершали ошибки, но другой человек поступил хуже, чем вы, и понимание того, кто на самом деле является плохим парнем в данной ситуации».
В июле 2021 года на шоу Zach Sang Show Барретт подтвердила, что её дебютный EP будет называться Pretty Poison. EP, содержащий семь треков, был выпущен 10 сентября 2021 года, во Всемирный день предотвращения самоубийств, что, по словам Барретт, должно «показать, что за всем стоит вера и что каждый может быть счастлив, когда ему это подходит». Барретт впервые попала в Billboard Hot 100 США в августе 2021 года, когда её песня «Hope Ur Miserable Until Ur Dead» дебютировала под номером 88.
В феврале 2022 года Барретт выпустила сингл «Dying on the Inside». Это был её самый популярный трек 2022 году.
В июне 2022 года она выпустила «Die First» в качестве лид-сингла своего дебютного полноформатного студийного альбома. Песня посвящена её лучшему другу Куперу Нориеге, незадолго до этого умершему от случайной передозировки наркотиков. В ней Несса поёт о том, что надеется умереть раньше своей матери, чтобы не переживать её потерю.
9 сентября 2022 года был выпущен второй сингл с альбома, «Madhouse». В песне упоминаются проблемы с психикой, а также слатшейминг и травля.
Альбом young forever вышел в октябре 2022 года вместе с третьим синглом «Tired of California».
В декабре 2022 года Несса анонсировала Young Forever Tour, состоящий из двенадцати концертов, на которых она выступит вместе с Изабель ЛаРосой, первый из которых прошёл в феврале 2023 года. 17 февраля она выпустила сингл «BANG BANG!».

## Дискография

### Мини-альбом
| Название      | Детали                                                                                   | Пиковые позиции в чартах |
| Название      | Детали                                                                                   | US Heat..                |
| ------------- | ---------------------------------------------------------------------------------------- | ------------------------ |
| Pretty Poison | - Релиз: 10 сентября 2021 г. - Лейбл: Warner Records - Форматы: цифровой релиз, стриминг | 4                        |

### Синглы
| Заголовок                                                                           | Год  | Пиковые позиции в чартах | Пиковые позиции в чартах | Пиковые позиции в чартах | Пиковые позиции в чартах | Пиковые позиции в чартах | Пиковые позиции в чартах | Пиковые позиции в чартах | Пиковые позиции в чартах | Пиковые позиции в чартах | Пиковые позиции в чартах | Сертификаты  | Альбом              |
| Заголовок                                                                           | Год  | US                       | US Rock                  | AUS                      | CAN                      | СНГ                      | IRE                      | NZ Hot                   | RUS                      | UK                       | WW                       | Сертификаты  | Альбом              |
| ----------------------------------------------------------------------------------- | ---- | ------------------------ | ------------------------ | ------------------------ | ------------------------ | ------------------------ | ------------------------ | ------------------------ | ------------------------ | ------------------------ | ------------------------ | ------------ | ------------------- |
| «Pain»                                                                              | 2020 | —                        | —                        | —                        | —                        | —                        | —                        | 21                       | —                        | —                        | —                        |              | Синглы вне альбомов |
| «If U Love Me»                                                                      | 2020 | —                        | —                        | —                        | —                        | —                        | —                        | —                        | —                        | —                        | —                        |              | Синглы вне альбомов |
| «La Di Die» (featuring Jxdn)                                                        | 2021 | —                        | 11                       | —                        | —                        | 8                        | 45                       | 9                        | 1                        | —                        | —                        | - RIAA: Gold | Синглы вне альбомов |
| «I’m Dead» (featuring Jxdn)                                                         | 2021 | —                        | —                        | —                        | —                        | —                        | —                        | —                        | —                        | —                        | —                        |              | Синглы вне альбомов |
| «Counting Crimes»                                                                   | 2021 | —                        | 46                       | —                        | —                        | —                        | —                        | —                        | —                        | —                        | —                        |              | Синглы вне альбомов |
| «I Hope Ur Miserable Until Ur Dead»                                                 | 2021 | 88                       | 11                       | 85                       | 53                       | —                        | 38                       | 5                        | —                        | 75                       | 120                      |              | Pretty Poison       |
| «Dying on the Inside»                                                               | 2022 | —                        | 23                       | —                        | —                        | 22                       | —                        | 14                       | 15                       | —                        | —                        |              | Синглы вне альбомов |
| «die first»                                                                         | 2022 | —                        | —                        | —                        | —                        | —                        | —                        | —                        | —                        | —                        | —                        |              |                     |
| «BANG BANG”                                                                         | -    | -                        | -                        | -                        | -                        | -                        | -                        | -                        | -                        | -                        | -                        |              |                     |
| «—» обозначает треки, которые не были выпущены в этой стране или не попали в чарты. |      |                          |                          |                          |                          |                          |                          |                          |                          |                          |                          |              |                     |

## Награды и номинации
| Премия                         | Год  | Категория   | Результат | Ссылка |
| ------------------------------ | ---- | ----------- | --------- | ------ |
| Музыкальная премия iHeartRadio | 2021 | Social Star | Номинация | [ 40 ] |